# Wiktar Pyżyk
Wiktar Siamionawicz Pyżyk (biał. Віктар Сямёнавіч Пыжык, ros. Виктор Семёнович Пыжик, Wiktor Siemionowicz Pyżyk) – białoruski polityk, deputowany do Rady Najwyższej Republiki Białorusi XIII kadencji.

## Życiorys
W 1995 roku mieszkał we wsi Nowa Jatwieź w rejonie wołkowyskim. Pełnił funkcję dyrektora sowchozu „Zara” w rejonie wołkowyskim, był członkiem Partii Agrarnej. W drugiej turze wyborów parlamentarnych 28 maja 1995 roku został wybrany na deputowanego do Rady Najwyższej Republiki Białorusi XIII kadencji z Wołkowyskiego Wiejskiego Okręgu Wyborczego Nr 119. 9 stycznia 1996 roku został zaprzysiężony na deputowanego. 9 stycznia 1996 roku został deputowanym do Rady Najwyższej Republiki Białorusi XIII kadencji. Od 23 stycznia pełnił w Radzie Najwyższej funkcję członka Stałej Komisji ds. Budżetu, Podatków, Banków i Finansów. Należał do frakcji agrariuszy. Od 3 czerwca był członkiem grupy roboczej Rady Najwyższej ds. współpracy z parlamentem Ukrainy. 27 listopada 1996 roku, po dokonanej przez prezydenta Alaksandra Łukaszenkę kontrowersyjnej i częściowo nieuznanej międzynarodowo zmianie konstytucji, nie wszedł w skład utworzonej przez niego Izby Reprezentantów Zgromadzenia Narodowego Republiki Białorusi I kadencji. Zgodnie z Konstytucją Białorusi z 1994 roku jego mandat deputowanego do Rady Najwyższej zakończył się 9 stycznia 2000 roku; kolejne wybory do tego organu jednak nigdy się nie odbyły.